# Conflicte palestino-israelià de 2021
El 6 de maig de 2021 es van iniciar una sèrie d'enfrontaments entre policia israeliana, recolzada per colons israelians, i palestins per una decisió del Tribunal Suprem d'Israel sobre els desallotjaments de palestins a Sheikh Jarrah, un barri de Jerusalem Est. Coincidint amb les festes de Nit del Destí (Laylat al-Qadr) i el Dia de Jerusalem (Yom Yeruixalàyim), els enfrontaments van resultar amb més de 300 persones ferides, la majoria civils palestins. Els enfrontaments van provocar un endarreriment de la sentència de més de 30 dies per tal d'intentar reduir les tensions, segons el fiscal general d'Israel Avichai Mandelblit.
El 9 de maig, la policia israeliana va assaltar la mesquita d'Al-Aqsa a Jerusalem, espai sagrat per als musulmans, minuts abans de l'inici d'una manifestació de l'extrema dreta nacionalista jueva que més tard seria cancel·lada. Com a resposta, els dies 10 i 11 de maig, Hamàs i Gihad Islàmic van llançar 480 coets a territori israelià, segons l'Exèrcit d'Israel, que van arribar a cases i una escola, matant dos civils israelians i ferint almenys 70 persones més. Israel va respondre amb atacs aeris a Gaza en l'anomenada Operació Guardià de les Muralles i, segons els funcionaris de Gaza, almenys 30 palestins van resultar morts, inclosos deu nens, i 203 més van resultar ferits. Segons l'Exèrcit d'Israel, almenys quinze dels morts eren membres de Hamàs i la resta van morir pel mateix llançament de coets palestins. L'11 de maig, els atacs aeris israelians van demolir un edifici residencial de 13 pisos a Gaza.
Israel i Hamàs van acordar un alto el foc a partir de les 2 de la matinada del 21 de maig.

## Enfrontaments

### Jerusalem
Grups de palestins i colons israelians es van enfrontar per primera vegada el 6 de maig a Sheikh Jarrah, on les famílies palestines corrien el risc de ser expulsades. Els manifestants palestins havien estat realitzant les nit prèvies iftars a l'aire lliure. El 6 de maig, els colons israelians i Otzma Yehudit van instal·lar una taula al costat dels palestins. Els vídeos de les xarxes socials van mostrar ambdós costats llançant-se roques i cadires. La policia israeliana va intervenir i va detenir almenys set persones.
Es van produir nous enfrontaments a la mesquita d'Al-Aqsa. La Mitja Lluna Roja de Palestina va confirmar que 136 persones van resultar ferides a Jerusalem aquell vespre, i el govern israelià va dir que sis agents de policia també van resultar ferits.
Es van produir més enfrontaments el 8 de maig, data de la nit santa islàmica de Laylat al-Qadr. La policia israeliana, que portava material antidisturbis i cavalls, va utilitzar granades atordidores i canons d'aigua. Almenys 80 persones van resultar ferides. El 9 de maig al matí, les forces israelianes van assaltar la mesquita al-Aqsa, el tercer lloc més sagrat de l'Islam, i van ferir centenars de persones. Els palestins van llançar roques, petards i objectes, mentre que la policia israeliana disparava granades atordidores, gasos lacrimògens i bales de goma. L'atac va arribar abans d'una marxa de banderes del Dia de Jerusalem per part de la ultradreta nacionalista jueva per la Ciutat Vella. Almenys 215 palestins van resultar ferits, 153 dels quals van haver de ser hospitalitzats. Hamàs aquella nit va tornar a llançar coets des de Gaza.
Durant el vespre i nit de 10 maig, alguns palestins a Lod va tirar pedres i còctels molotov a cases jueves, una escola i una sinagoga. Un jueu va disparar llavors contra manifestants, matant una persona i ferint-ne dues més.

### Comunitats àrabs israelianes
Les protestes generalitzades i els disturbis es van intensificar a tot Israel, particularment a les ciutats amb més població àrab. L'11 de maig, l'alcalde de Lod Yair Revivio va instar el primer ministre d'Israel Benjamin Netanyahu a desplegar la policia de fronteres d'Israel a la ciutat, al·legant que la ciutat "havia perdut completament el control" i la descrivia com a "prop de la guerra civil". Netanyahu va declarar l'estat d'emergència a Lod l'11 de maig, per primera vegada des del 1966.
Diversos palestins van rebre missatges de text de la intel·ligència militar israeliana en què deien "Hola! Se us ha identificat que heu participat en actes de violència a la mesquita Al-Aqsa. Se us farà responsable".
El 12 de maig es van estendre enfrontaments violents a moltes ciutats mixtes d'Israel, on hi conviuen àrabs i jueus. A Lod un home palestí fa ser apallissat oer un grup d'ultranacionalistes israelians. A Acre un home jueu va ser linxat per un grup de 5 palestins. Alhora, a Bat Yam desenes de botigues regentades per àrabs i cases van ser atacades per ultradretans jueus i destrossades. Algunes persones també van ser apallissades al carrer.

### Cisjordània
Després de les oracions del divendres 14 de maig, els palestins van protestar a més de 200 llocs de Cisjordània. Els manifestants van llançar pedres i els soldats israelians van respondre amb disparant armes de foc contra manifestants i gas lacrimogens. Com a resultat, 13 palestins van resultar morts en els enfrontaments i més de 100 persones van resultar ferides. D'ençà hi va haver manifestacions diàries. El 17 de maig, tres manifestants palestins van morir en enfrontaments amb les FDI.
Segons Al Arabiya, Fatah va donar suport a una convocatòria de vaga general el 18 de maig a Cisjordània i Jerusalem Oriental. En una mostra inusual d'unitat, la vaga va tirar endavant i "les botigues estaven tancades a ciutats de Gaza, Cisjordània i en multitud de poblacions d'Israel". Un palestí resultà mort i hi va haver més de 70 ferits en enfrontaments a prop de Ramallah. Dos soldats israelians van resultar ferits. També es van reunir grans multituds a Nablus, Betlem i Hebron.

### Fronteres libanesa i siriana
El 13 de maig, com a mínim, tres coets es van disparar des de la zona costanera de Qlaileh, al sud del camp de refugiats palestins de Rashidieh, al districte Tir del Líban, a la frontera entre Israel i Líban. Hezbollah va negar la responsabilitat dels llançaments de coets i es van desplegar tropes de l'exèrcit libanès a la zona al voltant del camp de refugiats.
El 14 de maig, desenes de libanesos es van manifestar a la frontera entre Israel i el Líban en solidaritat amb els palestins. Un petit grup de manifestants van tallar la tanca fronterera i van creuar cap a Israel. L'Exèrcit d'Israel va respondre amb armes de foc i va matar dues persones, una d'elles identificada posteriorment com a membre de Hezbollah. Aquell vespre, es van llançar tres coets des de Síria als alts del Golan, territori sirià ocupat per Israel, però van caure en zones deshabitades.
El 17 de maig, es van llançar sis coets cap a Israel, però els coets no van arribar a travessar la frontera. Militars israelians van respondre disparant un obús d'artilleria en direcció a la zona d'on provenien els coets. Ningú no va resultar ferit en l'incident.
El 19 de maig, segons l'exèrcit israelià, es van disparar quatre coets des de prop del poble de Siddikine, al districte de Tir al Líban, cap a Haifa. Un dels coets va ser interceptat, un altre va caure en un camp i els dos restants al mar. L'exèrcit israelià va respondre amb d'artilleria.

## Atacs aeris a Gaza
Hamàs va exigir a Israel que retirés les seves forces de la mesquita d'Al-Aqsa abans del 10 de maig a les 18.00. Minuts després de passar el termini, Hamàs va llançar més de 150 coets a territori israelià des de Gaza. Les Forces de Defensa d'Israel van dir que es van disparar set coets cap a Jerusalem i Beit Shemesh i que un va ser interceptat. Com a resposta, Israel va llançar atacs aeris a la franja de Gaza el mateix dia.
La torre residencial Hanadi, de 13 pisos, es va esfondrar l'11 de maig després de ser bombardejada per un atac aeri israelià. L'Exèrcit israelià va justificar que l'edifici contenia oficines que feia servir Hamàs i que va donar “un avís previ als civils de l'edifici i que els proporcionava el temps suficient per evacuar el lloc”. En aquest mateix edifici, però, també s'hi trobava l'oficina del corresponsal de l'agència EFE a Gaza. Hamàs i la Jihad Islàmica van respondre disparant 137 coets direcció Tel-Aviv en cinc minuts, el que seria el llançament més gran de la història, arribant colpejar un oleoducte de propietat estatal israeliana.
El 12 de maig, la Força Aèria Israeliana va destruir dotzenes d'instal·lacions policials i de seguretat al llarg de la Franja de Gaza. Hamàs va confirmar que la seu de la policia es trobava entre els objectius destruïts i com a resposta es van llançar més de 850 coets de Gaza a Israel. Segons l'exèrcit israelià, almenys 200 coets no van arribar a Israel i van caure a l'interior de la franja de Gaza.
El 14 de maig, les Forces de Defensa d'Israel van afirmar tenir tropes a terra i en l'aire que atacaven la Franja de Gaza, tot i que aquesta reclamació es va retirar posteriorment i es va seguir amb una disculpa per enganyar la premsa. Aquell mateix dia, la Força Aèria Israeliana va llançar un bombardeig massiu sobre l'extensa xarxa de túnels subterranis de Hamàs, coneguda com el "metro". Es sospitava que els informes d'una invasió terrestre israeliana havien estat una astúcia deliberada per atraure els agents de Hamàs als túnels i preparar posicions sobre el terreny per enfrontar-se a les forces terrestres israelianes de manera que un gran nombre hauria quedat atrapat després dels bombardejos. En total, 160 avions de la Força Aèria Israeliana van llançar 450 míssils contra 150 objectius, i els atacs van durar uns 40 minuts.
El 17 de maig, la Força Aèria Israeliana va dur a terme una altra sèrie de batudes a gran escala contra la xarxa de túnels de Hamàs, va bombardejar més de 15 quilòmetres de passatges subterranis, amb 54 avions israelians llançant 110 bombes. A més, les FDI van enfonsar una flota de petits submarins no tripulats de Hamàs dissenyats per explotar sota o a prop de vaixells navals israelians o plataformes de perforació de petroli i gas.
A partir del 16 de maig, segons les FDI, més de 2.000 coets havien estat llançats contra Israel; aproximadament la meitat van ser interceptats per les defenses antimíssils israelianes i 350 van caure a l'interior de Gaza. Fins a la data, els atacs havien mort 6 civils israelians, entre ells un nen de cinc anys i dos israelians-àrabs, així com un ciutadà indi que treballava com a cuidador a Ashkelon. Altres dos civils israelians van morir a causa de les ferides sofertes després de caure mentre corrien cap als refugis de bombes durant els atacs. El 18 de maig, dos treballadors tailandesos d'Israel van morir per un coet de Hamàs al sud d'Israel mentre treballaven en una comunitat propera a la frontera.
Les Nacions Unides afirmen que més de 38.000 palestins van es van desplaçar internament i que es troben a 48 escoles de l'UNRWA a la Franja de Gaza.

### Bombardeig oficines de premsa
El 15 de maig, la Força Aèria Israeliana va destruir les oficines Al-Jalaa de diversos mitjans d'informació internacionals, entre les quals l'agència de notícies Associated Press (AP) o de la cadena Al-Jazeera, situats a l'edifici Al-Jalaa, a la franja de Gaza. Gary Pruitt, conseller delegat d'AP, va dir que l'agència de notícies estava sorpresa i horroritzada que l'exèrcit israelià ataqués i destruís l'edifici que allotjava l'oficina d'AP i altres organitzacions de notícies a Gaza. Va afegir que "el món sabrà menys sobre el que està passant a Gaza a causa del que ha passat avui".
Un portaveu militar israelià va al·legar que van atacar l'edifici dels mitjans de comunicació perquè contenia "intel·ligència militar de Hamàs". Associated Press, que havia utilitzat l'edifici durant 15 anys, va dir que mai no havien vist Hamàs a l'edifici. El 16 de maig, Israel va dir que havien demostrat als Estats Units que Hamàs operava a l'interior de l'edifici. No obstant això el secretari d'Estat dels Estats Units, Antony Blinken, va dir que no havia vist personalment cap evidència que Hamàs l'utilitzés. El 18 de maig, Blinken va dir: "Entenc que hem rebut informació addicional a través dels canals d'intel·ligència, i no és un tema que pugui comentar".
L'atac va ser condemnat pel Comitè per a la Protecció de Periodistes. Reporters sense fronteres va demanar una investigació dels crims de guerra per part del Tribunal Penal Internacional. Gary Pruitt, conseller delegat d'AP, va dir que l'agència de notícies estava "sorpresa i horroritzada perquè l'exèrcit israelià ataqués i destruís l'edifici que alberga l'oficina d'AP i altres organitzacions de notícies a Gaza".

## Víctimes
Durant els primers tres dies d'atacs aeris, van resultar morts 53 palestins, catorze dels quals eren criatures, tres dones i cinc agricultors i 320 més van resultar ferits. Diverses víctimes van morir durant els esfondraments d'edificis residencials, granges, vehicles civils o al mateix carrer.
També van morir un comandant de Hamàs, identificat com a Mohammed Abdullah Fayyad, així com tres alts comandaments de la Jihad islàmica (JIP). Les morts d'aquests cinc comandants van ser confirmades en declaracions oficials d'ambdós grups, tot i que podria haver-hi més baixes. Es discuteix si algunes de les primeres víctimes del 10 de maig van morir com a conseqüència d'un atac aeri israelià o d'un coet palestí que va caure en el propi territori de Gaza.
L'11 de maig, els coets de Hamàs i la Jihad Islàmica van matar tres persones i van ferir més de 90 persones a Ashdod, Ashkelon i Rishon LeZion. L'endemà van ser morts dos civils més i un soldat.
|                            | Palestina                                                                           | Israel                                                                                   |
| -------------------------- | ----------------------------------------------------------------------------------- | ---------------------------------------------------------------------------------------- |
| Civils                     | Gaza: 256 civils i militants Jerusalem est: 1 Cisjordània: 26 Frontera amb Líban: 1 | - 7 persones jueves - 2 àrabs-israelians - 1 persona de l'Índia - 2 persones tailandeses |
| Menors                     | Gaza: 66                                                                            | 2                                                                                        |
| Militars o militants morts | Gaza: - 225 segons Israel - 80 segons Hamàs i JIP Frontera amb Líban: 1             | - 1 mort - 2 ferits - 21 policies ferits                                                 |
| Ferits                     | Gaza: +2.000 Jerusalem est: +1.000 Cisjordània: +500                                | +564                                                                                     |
| Desplaçats                 | +72.000                                                                             | +72.000                                                                                  |

## Reaccions

### Israel i Palestina
El 9 de maig de 2021, el Tribunal Suprem israelià va retardar la decisió prevista sobre desnonaments durant 30 dies, després d'una intervenció del fiscal general d'Israel Avichai Mandelblit. La policia israeliana també va prohibir que els jueus anessin a la plaça Al-Aqsa per les festes del dia de Jerusalem. El 10 de maig, Israel va tancar el pas fronterer de Kerem Shalom, fins i tot per ajuda humanitària. A causa del foc de coets de l'11 de maig, l'Autoritat Aeroportuària d'Israel va detenir breument els viatges aeri.
El primer ministre israelià, Benjamin Netanyahu, va defensar les accions de la policia israeliana i va dir que Israel "no permetrà que cap radical soscavi la calma". També va dir que "rebutgem fermament la pressió per no construir a Jerusalem". Els funcionaris israelians van demanar a l'administració de Biden que no intervingués en la situació.
El 10 de maig de 2021, el president de l'Autoritat Palestina, Mahmoud Abbas, va emetre una declaració que "la brutal tempesta i l'assalt contra els fidels a la beneïda mesquita d'Al-Aqsa i als seus patis és un nou repte per a la comunitat internacional".
Un portaveu de la Jihad Islàmica Palestina va dir que Israel "va iniciar l'agressió a Jerusalem. Si aquesta agressió no acaba, no hi haurà cap esforç diplomàtic per aconseguir un alto el foc". Hamàs va donar un ultimàtum al govern israelià, dient que si no retiraven les forces de la mesquita abans de les 2 de la matinada de l'11 de maig, llavors realitzarien més atacs amb coets.
Una gran multitud de jueus israelians es van reunir al voltant d'un foc a prop de la mesquita el 10 de maig, cantant shimam yimakh. Les xarxes es van encendre amb el vídeo en el que una gran multitud ultradretana i nacionalista jueva celebrava l'incendi a la mesquita.
Netanyahu va convocar una reunió d'emergència l'11 de maig i es van tancar les escoles de diverses zones d'Israel.

### Internacional

#### Organitzacions internacionals
| Organització   | Respostes |
| -------------- | --- |
| Europa         | La Unió Europea va demanar a les dues parts que reduïssin les tensions i va reiterar que "la violència i la incitació són inacceptables i els responsables de totes les parts han de ser responsables".                                                                                                |
| Nacions Unides | L'ONU va demanar a Israel que cancel·lés els desnonaments previstos i que utilitzés la "màxima contenció en l'ús de la força" contra els manifestants. El Consell de Seguretat de les Nacions Unides es va reunir el 10 de maig en sessió tancada per discutir un comunicat que rebutgés la violència. |
| Lliga Àrab     | L'11 de maig es va celebrar una reunió d'emergència en línia. El secretari general de la Lliga Àrab, Ahmed Aboul Gheit, va condemnar els atacs aeris israelians a Gaza com a "indiscriminats i irresponsables".                                                                                        |

#### Països
| País                | Respostes |
| ------------------- | --- |
| Bahrain             | El 8 de maig, el Times of Israel va informar que Bahrain va condemnar les accions a la mesquita i els desnonaments potencials en Sheikh Jarrah. |
| Canadà              | El 9 de maig, Ministre d'Afers Estrangers, Marc Garneau, va demanar l'"immediat desescalada de tensions per tots costats per evitar accions unilaterals". També va mostrar preocupació per les "decisions recents de colonitzacions, enderrocs i desnonaments, incloent en Sheikh Jarrah". |
| Egipte              | El 9 de maig, el Ministeri d'Afers Estrangers va dir que Israel havia de parar totes les actuacions a la Mesquita d'Al-Aqsa i va afirmar que els desnonaments potencials eren un violació de llei internacional. L'11 de maig, el Ministre d'Afers Estrangers, Sameh Shoukry, va oferir Egipte com a mediador del conflicte, però no va obtenir resposta. |
| Espanya             | El Ministeri d'Afers Exteriors va instar Israel a deixar de construir assentaments a Cisjordània ocupada, i va concloure "Fem una crida a les dues parts a abstenir-se de qualsevol acció unilateral i reprendre un diàleg creïble per continuar amb els esforços per aconseguir una solució de dos estats i posar fi al conflicte ". |
| França              | El 10 de maig, una portaveu pel Ministeri d'Europa i d'Afers Estrangers va demanar frenar qualsevol provocació per permetre un retorn a la calma tan ràpidament com fos possible. |
| Alemanya            | El 10 de maig, Ministre per Afers Estrangers, Heiko Maas, va dir haver-se oferit a mediar en la situació i va afegir que ambdues autoritats israelianes i palestines "tenen un deure d'impedir un conflicte civil amb més morts". |
| Indonèsia           | El 10 de maig, President Joko Widodo va condemnar els atacs de la policia israeliana a Al-Aqsa i va instar el Consell de Seguretat de les Nacions Unides a prendre partit. Va afegir que "Indonèsia continuarà estant amb la gent de Palestina". |
| Iran                | El 7 de maig, el Líder Suprem de l'Iran, Ali Khamenei, va descriure la repressió israeliana com un comportament malició. El 9 de maig, oficials iranians van cridar les Nacions Unides a condemnar les accions de la policia israeliana, descrivint-los com a "delicte de guerra". L'11 de maig, el Ministre d'Afers Estrangers, Mohammad Javad Zarif, va dir que la repressió era "l'evidència més gran de la naturalesa racista i criminal […] en aquesta regió". |
| Jordània            | El 9 de maig, el Ministeri d'Afers Estrangers va titllar la repressió israeliana de bàrbar i va convocar l'ambaixador israelià a Jordània, Amir Weissbrod, per oferir-li una protesta oficial. El rei Abdullah II va expressar el seu suport als palestins i va condemnar les accions israelianes en una trucada de telèfon amb Mahmoud Abbas. |
| Regió del Kurdistan | El ministre d'Afers Exteriors Safeen Dizayee va piular: «Ens preocupa l'escalada de violència entre palestins i israelians durant el mes sagrat de Ramadà, en vespres del Id al-Fitr. Totes les parts han d'exercir l'autocontenció per a desescalar la situació i evitar que es posin en perill més vides. Desitjo una ràpida recuperació dels ferits». |
| Malàisia            | El 8 de maig, el Ministre d'Afers Estrangers, Datuk Seri Hishammuddin Hussein, va condemnar les accions policials israelianes. |
| Malta               | L'11 de maig, el Ministeri per Afers Estrangers i Europeus va emetre una declaració demanant la cessació de violència i va expressar condols a famílies de víctimes. El Ministeri va reiterar el seu suport per un solució de dos estats. |
| Marroc              | El 9 de maig, la veu d'Amèrica va informar que el rei Mohammed VI havia expressat "preocupació profunda" sobre la violència a Jerusalem. |
| Nova Zelanda        | L'11 de maig, Ministre d'Afers Estrangers, Nanaia Mahuta, va demanar a Israel "deixar els enderrocs i desnonaments" i per "ambdós costats aturar la violència que soscava la solució de dos estats". |
| Oman                | El 8 de maig, el Ministeri Estranger d'Oman, va condemnar les accions policials israelianes i les "polítiques i procediments dirigits a palestins i a les seves cases a la ciutat de Jerusalem". El Ministeri va reiterar el seu suport per un estat palestí independent al llarg de les fronteres de 1967 amb Jerusalem est com la capital. |
| Pakistan            | El 9 de maig, el Primer ministre, Imran Khan, va condemnar les accions policials israelianes, declarant que tals accions violen "totes les normes de drets humans i la llei internacional". El Ministre de d'Afers Exteriors, Shah Mahmood Qureshi, també va condemnar les accions policials. |
| Rússia              | El 8 de maig, els oficials russos van expressar "preocupació profunda" i van condemnar els "atacs contra civils". Els oficials també demanar la desescalada de violència. |
| Aràbia Saudita      | El 8 de maig, el Ministeri d'Afers Estrangers va emetre una declaració que el regne "refusa els plans i les mesures d'Israel contra palestins de Jerusalem i imposar la sobirania israeliana per damunt la palestina". |
| Sud-àfrica          | El 10 de maig, President Cyril Ramaphosa va dir que l'ANC condemnava "en els termes possibles més forts" els desnonaments i els "atacs brutals contra palestins a Al-Aqsa". |
| Sudan               | El 8 de maig, el Ministeri d'Afers Estrangers va emetre una declaració que descriu les accions israelianes a Jerusalem de "repressió" i "acció coactiva". En la declaració s'exigia al govern israelià a "deixar la unilateralitat que disminueix les possibilitats per d'unes negociacions de pau". |
| Turquia             | El 9 de maig, President Recep Tayyip Erdoğun va fer un discurs a Ankara on va descriure Israel com a "estat terrorista cruel" i cridar a les Nacions Unides a intervenir per "parar la persecució" de palestins. |
| Emirats Àrabs Units | El 8 de maig, el Ministre d'Estatal per Afers Estrangers, Khalifa al-Marar, va emetre una declaració on condemnava els desnonaments i enfrontaments a Jerusalem. També demanava al govern israelià "proporcionar la protecció necessària a civils palestins per poder practicar la seva religió, i per impedir pràctiques que violència dels espais sagrats com Al-Aqsa". |
| Regne Unit          | El 10 de maig, el Secretari Estranger, Dominic Raab, va condemnar els atacs amb coets a Jerusalem i va demanar la immediat desescalada d'ambdós bàndols. Dirigent de l'Oposició, Keir Starmer, va dir que "Israel ha de respectar llei internacional" i va exigir al govern israelià a treballar amb dirigents palestins en la desescalada de tensions. |
| Estats Units        | El 9 de maig, un representant del Departament d'Estat va condemnar el llançament de coets a Israel des de Gaza. El Departament Estatal es va mostrar preocupat també sobre els desnonaments. Els senadors Bernie Sanders i Elizabeth Warren i la diputada Alexandria Ocasio-Cortez van emetre un comunicat condemnant els desnonaments d'Israel. El 10 de maig, el Secretari d'Antony Estatal Blinken, va dir que era "imperatiu que tots els costats fessin passes per calmar la situació". Va expressar "preocupació profunda" pels atacs amb coets a Israel i els va demanar aturar-los immediatament. |

##### Estat espanyol
| Organització     | Respostes |
| ---------------- | --- |
| BNG              | El diputat al Congrés Néstor Rego va exigir al govern espanyol sancions contra Israel per «crims de guerra» contra la població palestina. Va qualificar les declaracions de la ministra espanyola d'Afers Exteriors de «complicitat vergonyosa». Denuncia que el poble palestí està patint un «autèntic apartheid i genocidi».         |
| Compromís        | El partit valencià va publicar un tuit donant suport a Palestina i va exclamar «No podem callar davant del terrorisme d'Israel contra Palestina. Cap silenci, cap complicitat». |
| CUP              | La Candidatura d'Unitat Popular va publicar un tuit condemnant la repressió israeliana contra el poble palestí. |
| EH Bildu         | El coordinador general del partit Arnaldo Otegi va mostrar la seva preocupació per la situació a Palestina. Va piular que «el bombardeig de Gaza ha de detenir-se, la comunitat internacional ha d'optar per la pau, aquest violent atac al poble palestí ens interpel·la a tots».                                                     |
| ERC              | Esquerra Republicana de Catalunya va mostrar la seva procupació per l'escalada de violència a Jerusalem i va demanar respecte per a totes les religions. |
| PCE              | El partit va condemnar l'«agressió sionista» contra la població palestina. Va fer una crida a què la solidaritat internacional condemnés aquests atacs i donés suport a les mobilitzacions convocades en protesta d'aquests. |
| PNB              | El Lehendakari Iñigo Urkullu i una delegació parlamentària del PNB van rebre el Comissionat General d'UNRWA Phillipe Lazzarini per conèixer la situació dels refugiats palestins. |
| Podemos          | El grup parlamentari de Podemos va condemnar la violència i va exigir a Israel que aturés els atacs directes contra la població civil palestina. En el mateix comunicat van classificar l'"aparheid sanitari" la gestió de la pandèmia del coronavirus d'Israel per deixar fora de les campanyes de vacunació a la població palestina. |
| PSOE             | En un comunicat, el partit va fer una «crida al cessament immediat de la violència a Jerusalem Est i Gaza» i va condemnar «el llançament de coets des de Gaza a Israel i els bombardejos israelites sobre la Franja de Gaza». |
| PP               | El membre del partit polític Toni Cantó va donar suport a Israel piulant en castellà «Ànims, Israel!». Fou durament criticat a les xarxes socials i també per personalitats com Beatriz Rico i Íñigo Errejón. |
| Sindicats bascos | En un comunicat conjunt, els sindicats ELA, LAB, CCOO, UGT, ESK, STEILAS, Hiru, EHNE Bizkaia, CGT Navarra i Etxalde del País Basc van exigir a Israel l'abandonament de la «estratègia de guerra» a la regió, la fi de l'«ocupació» de Palestina i van demanar que es treballés per un escenari de pau i democràcia.                   |

### Manifestacions
Dissabte 15 de maig es van celebrar en multitud de països manifestacions de rebuig als atacs de l'Exèrcit d'Israel a la Franja de Gaza. Al món àrab, destaquen les manifestacions celebrades a l'Iraq (Bagdad, Bàssora, Nasiriya o Diwani) o Tunísia que inicialment es van convocar per commemorar el Nakba. Pel que fa a Europa, unes 100.000 persones es van manifestar a Londres segons l'organització, unes 3.000 a Brussel·les i també n'hi va haver arreu de França (22.000) o Madrid (2.500). Milers de persones també es van manifestar en diverses ciutats dels Estats Units i el Canadà.
Pel que fa als Països Catalans, divendres 14 de maig es va celebrar una manifestació davant la Delegació del Govern Espanyol a Barcelona i l'endemà en diverses poblacions arreu del territori: Castelló de la Plana, Elx Figueres, Girona, Manresa, València, Palma, Sabadell, Lleida.